# Montonera

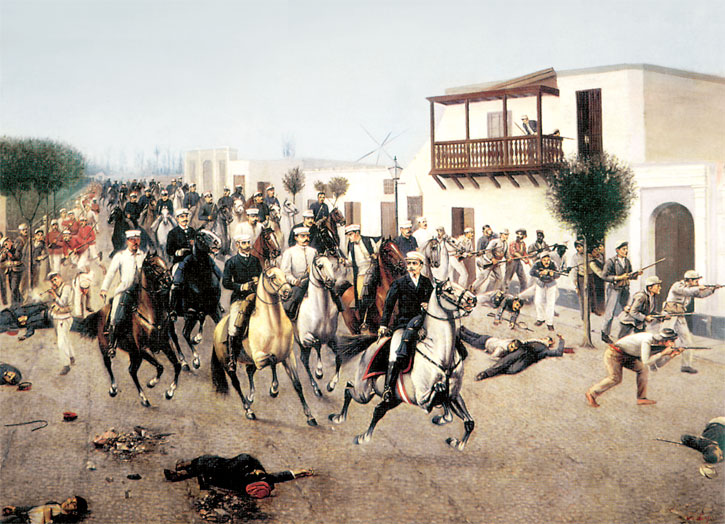
Las Montoneras de Nicolás de Piérola Villena entrando a Lima por la Puerta de Cocharcas (17 de marzo de 1895).

Se conoce como montoneras en algunos países de América Española a las formaciones militares irregulares constituidas generalmente por individuos de una misma localidad, que brindan su apoyo armado a una determinada causa o caudillo. Surgidas inicialmente durante la guerra de independencia frente a España, estas agrupaciones de civiles en armas han tenido un papel importante en la historia de algunos países hispano-americanos durante el siglo XIX.
Es generalmente compartida por diversos filólogos la idea de que el término "montonero" se debe a que estos hombres marchaban "en montón" es decir desorganizados, se agrupaban y dispersaban "en los montes" y generalmente luchaban "montados".
El hecho de que las montoneras aparecían espontáneamente en las localidades sublevadas, atacando a guarniciones realistas aisladas y dispersándose inmediatamente al enfrentar a una fuerza superior para volverse a reunir y actuar de nuevo ha llevado a algunos autores a compararlas con la estrategia de guerrilla aparecida durante la guerra de independencia española esto debido a que, a decir del historiador español Manuel Ovilo y Otero, operaban bajo el mismo sistema de guerrillas que se planteó en España contra las tropas de Napoleón desde 1808 a 1814, perfectamente entendido y aun mejorado en mucho por aquellos naturales.
Por su parte el oficial inglés Guillermo Miller, que sirvió en el ejército del general Wellington durante su campaña en España, señalaba que los montoneros en el Perú, como las guerrillas en la guerra peninsular, brindaban un incalculable servicio como  fuerza auxiliar.

## En la Argentina
En la historia argentina, se llamó montoneras a las unidades militares de extracción rural, generalmente de caballería, conducidas por los caudillos locales, que participaron en las guerras civiles argentinas del siglo XIX.

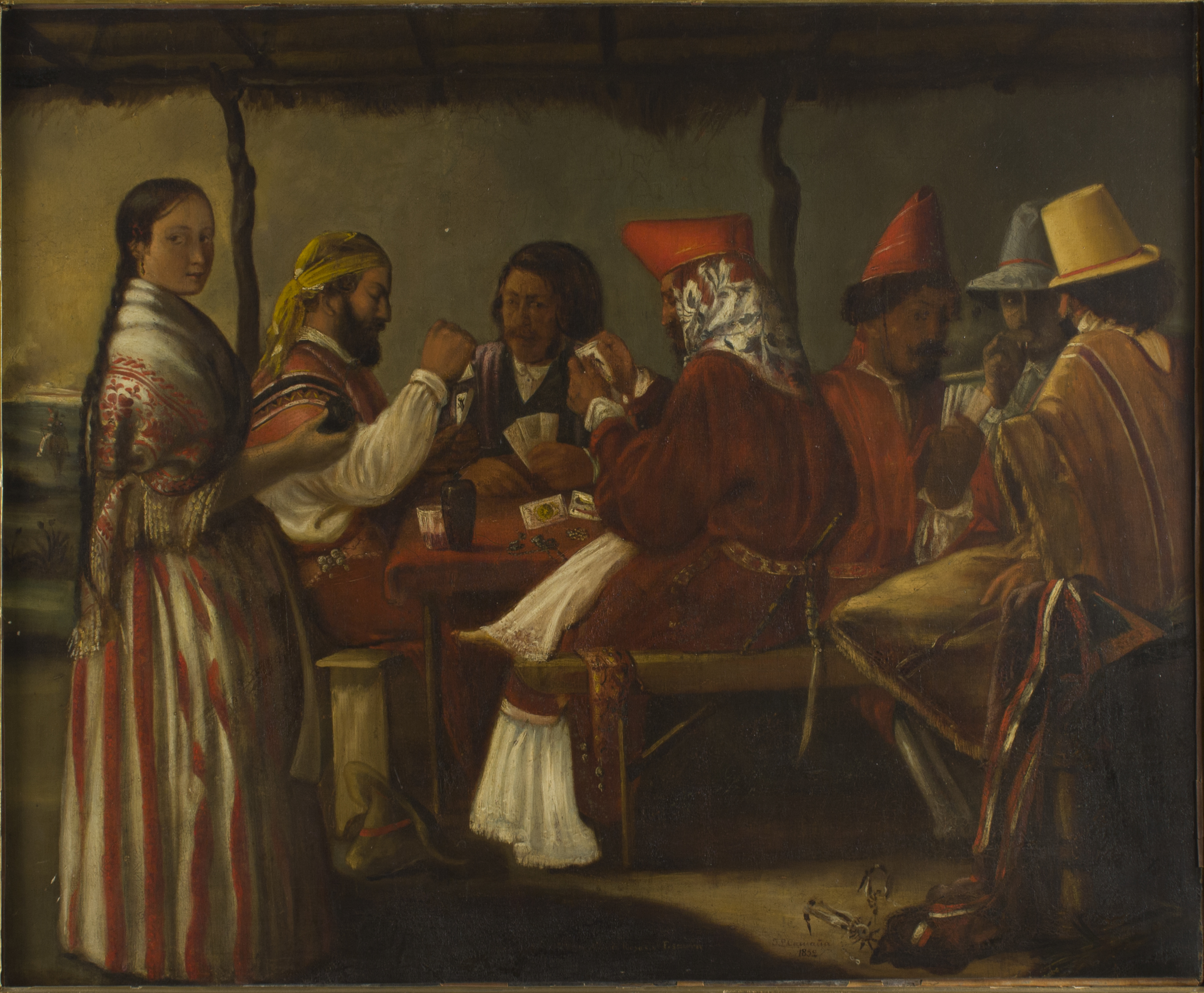
Soldados de Rosas jugando a los naipes, óleo sobre tela, Juan L. Camaña, 1852.

### Características
Las montoneras eran unidades relativamente inorgánicas, de extracción rural, y que generalmente operaban en ámbitos rurales. Generalmente se las asocia con el concepto de milicias rurales; la diferencia esencial entre éstas es que se llamaba milicias a las fuerzas que contaban con el apoyo del gobierno provincial, mientras que “montoneras” eran las que se alzaban contra el mismo. Lógicamente, cuando una montonera lograba cambiar una situación provincial, pasaban automáticamente a ser consideradas “milicias rurales”. De igual manera, muchas milicias rurales pasaron a ser montoneras cuando perdieron el apoyo del gobierno provincial.
Las provincias con capitales más populosas, sobre todo Buenos Aires y, en menor medida, Córdoba, contaban además con importantes fuerzas de milicias urbanas, que servían únicamente para defender las ciudades.
Su grado de organización dependía fuertemente de las circunstancias. Por ejemplo, las montoneras organizadas por Blas Basualdo en la provincia de Entre Ríos en 1814 parecen haber sido amontonamientos de hombres sin disciplina, que lograron algunos éxitos merced solamente a su valor y audacia. Reorganizaron pocos años más tarde por Francisco Ramírez, llegaron a disponer de una disciplina, organización y mando notables, que les permitieron vencer repetidamente a fuerzas muy superiores en número, de tropas "de línea".

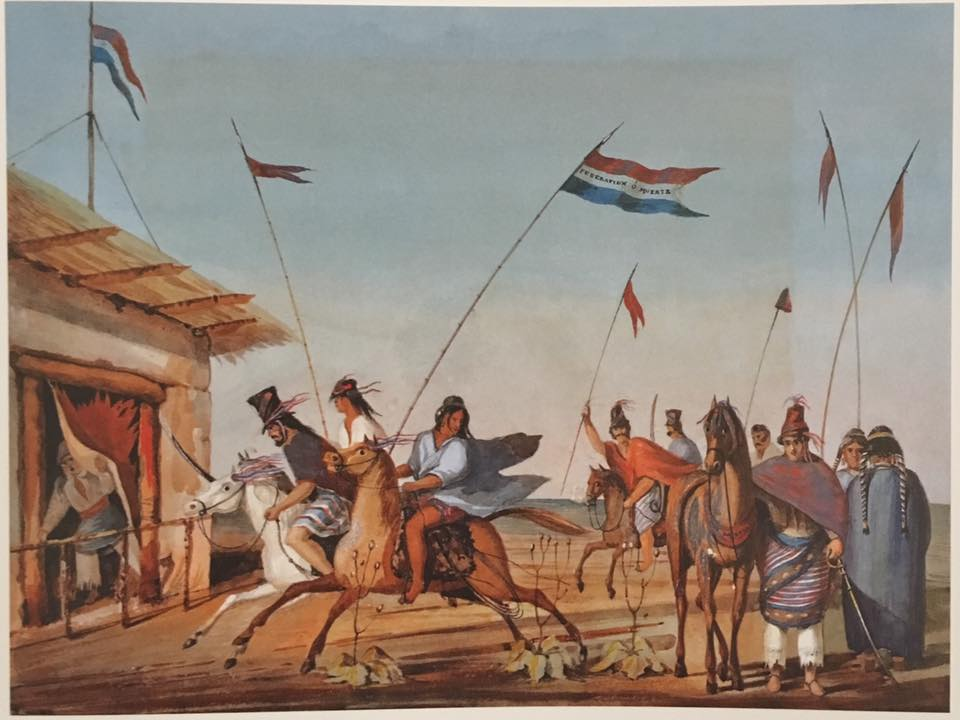
Montonera Federal - pintura de mediados del Siglo XIX

Sus tácticas de combate eran rudimentarias, pero se adaptaban a las condiciones predominantes en el campo abierto en la Argentina. En efecto, generalmente debían recorrer grandes distancias sin población alguna entre pueblos y ciudades, y combatir en lugares elegidos por características geográficas naturales, eligiendo sitios en donde la cercanía de cursos de agua o montes de árboles les podía dar alguna ventaja. No obstante, tratándose de tropas casi exclusivamente de caballería, preferían espacios abiertos.
Generalmente, las tropas ansiaban entrar en contacto con el enemigo y combatir cuerpo a cuerpo. Sus jefes, en cambio, preferían llevar adelante una estrategia de guerrillas, con la que desgastaban a las tropas regulares y les dificultaban sus maniobras, además de derrotar a cualquier grupo que se alejara del grueso del ejército enemigo. Se suele citar al caudillo de la provincia de Santa Fe, Estanislao López, como el más capaz en el desarrollo de estrategias de desgaste, que de esta manera logró mantener la autonomía de su provincia ante los ejércitos enemigos, venciendo a jefes tan capaces como Juan Ramón Balcarce, Manuel Dorrego, Juan Lavalle y José María Paz. Esta misma estrategia terminó también por darle la victoria sobre su ex aliado Francisco Ramírez, confirmando que, en esas condiciones, la disciplina valía menos que las tácticas apropiadas.

### La apreciación histórica del término

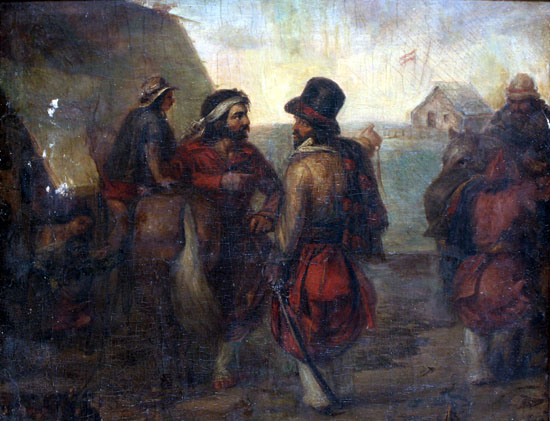
Campamento de Rosas en Palermo, por Fiorini, 1835.

En la historiografía argentina, el término montonera suele ser citado de manera despectiva, especialmente por los historiadores liberales, que se identifican con los gobiernos de esa tendencia de Buenos Aires. Tanto es así, que los historiadores liberales suelen evitar por todos los medios llamar "montoneros" a los combatientes de la llamada Guerra Gaucha, eficaz defensa del norte del país durante la guerra de independencia, aunque la estrategia y tácticas que llevaron adelante Martín Miguel de Güemes y sus seguidores eran idénticas a las que utilizaban los caudillos federales.
Por su parte, los historiadores de la corriente revisionista suelen exaltar estas formaciones militares como auténticas defensoras del federalismo provincial contra el centralismo porteño.
El nombre fue utilizado por un movimiento guerrillero del último tercio del siglo XX, la organización Montoneros. Su ideología y metodología, sin embargo, debían muy poco a los montoneros del siglo XIX.

### Evolución del armamento y táctica
Las armas que se utilizaban eran, con mucha frecuencia, combinaciones de lanza con otra u otras. En un principio disponían de armas de fuego, y adaptaban sus tácticas de combate para combinar su uso con el de lanza o sable. Sin embargo, avanzando el siglo XIX, el uso de armas de fuego se hizo más esporádico debido a su alto costo, y el aumento del número de combatientes exigió simplificar el armamento: combinaban lanzas con sables, y en su defecto armas más primitivas, como las boleadoras indígenas.

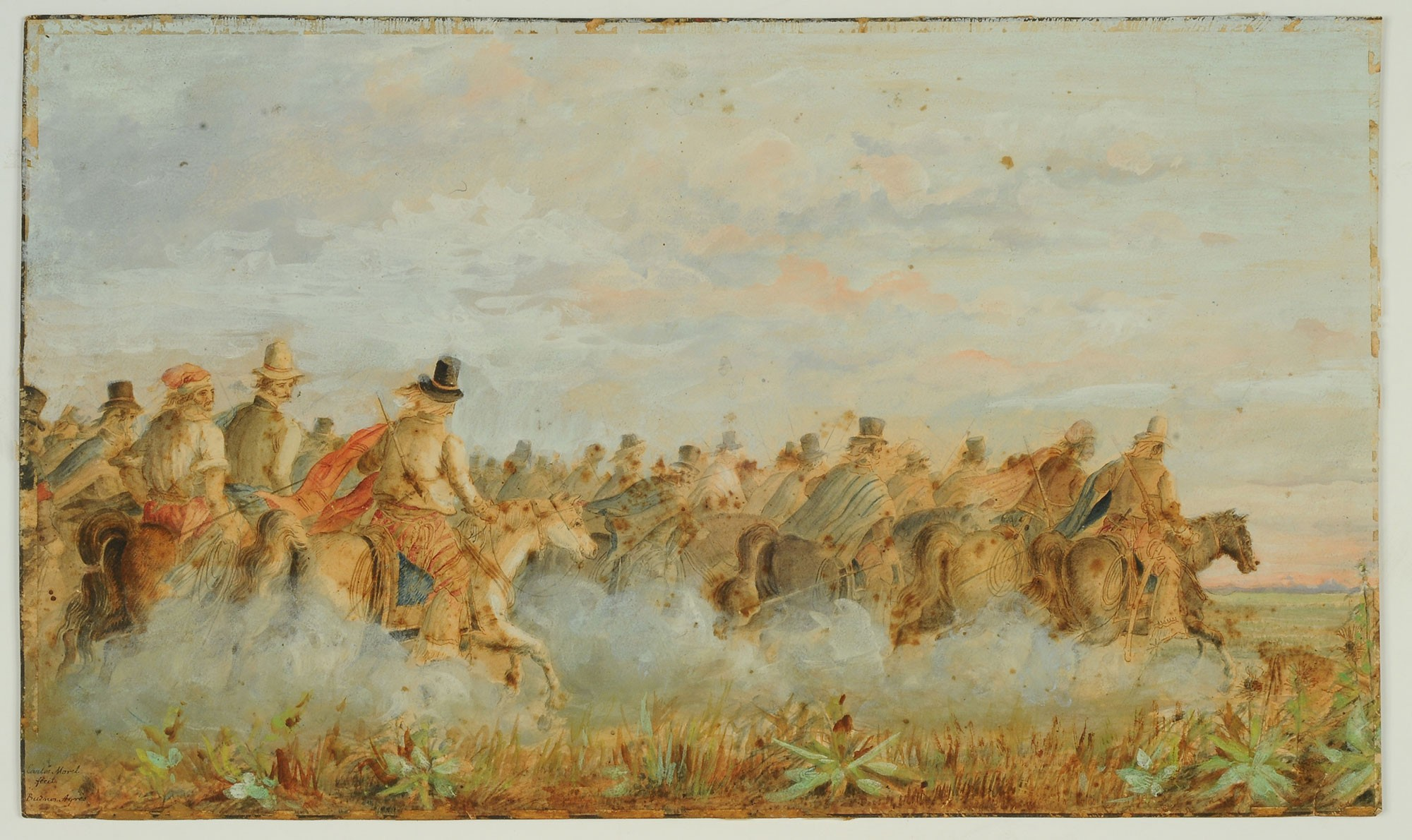
Caballerías Montoneras mediados del, Autor Carlos Morel

Un caso especial de la estrategia militar lo presentó la provincia de Santiago del Estero, cuyo gobernador Juan Felipe Ibarra prefirió siempre defenderse por la estrategia de “tierra arrasada”. Dado que las fronteras de la provincia eran especialmente difíciles de controlar, cada vez que la provincia era invadida, dejó a sus enemigos ocupar la capital provincial y la privó de agua y alimentos, hasta obligar a los invasores a abandonar la provincia.
Desde 1828 en adelante, algunas provincias comenzaron a contar con ejércitos formales, especialmente Buenos Aires y, en menor medida, Córdoba. Luego de la caída del general José María Paz, las milicias rurales de Córdoba volvieron a preferir una organización de estilo montonero. La provincia de Buenos Aires, en cambio, prefirió organizar ejércitos profesionales, limitando la acción de las milicias rurales a la defensa contra los indígenas. Durante la guerra contra la Coalición del Norte fue la superioridad de este ejército profesional porteño lo que decidió la lucha; máxime cuando enfrentaban al ejército del general Lavalle, que intentaba hacerse popular organizando montoneras.

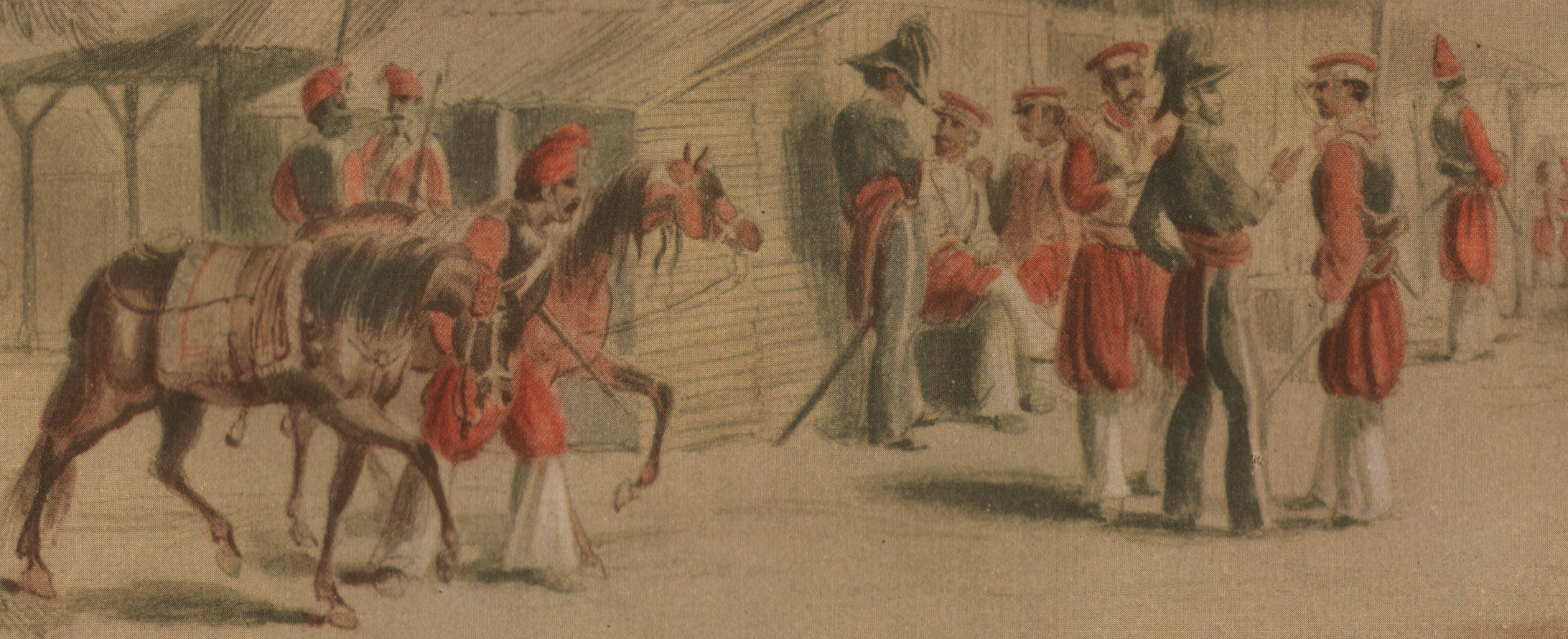
Montoneras en la época de Juan Manuel de Rosas, Litografía de Jean-Baptiste Henri Durand-Brager, 1846.

Iniciado el período llamado de la "Organización Nacional", es decir, posterior a la sanción de la Constitución Argentina de 1853, las luchas entre grupos políticos continuaron siendo dirimidas por medio de combates entre tropas regulares y montoneras. A partir de la batalla de Pavón, éstas comenzaron a perder posibilidades operativas frente al armamento cada vez más moderno de la infantería de línea. Aun así, la primera de estas guerras civiles, dirigida contra el gobierno nacional por Ángel Vicente Peñaloza, se resolvió en contra de este por la mejor capacitación y equipamiento de las tropas nacionales de caballería “de línea”.
En las siguientes luchas, en cambio, la superioridad de la infantería decidió en todos los casos las luchas: el último de los caudillos llamados "federales", Ricardo López Jordán, fue derrotado repetidamente por esta razón. Sorprendentemente, el último caudillo de los llamados "unitarios", el expresidente Bartolomé Mitre, también fue derrotado por la superioridad de la infantería del gobierno nacional frente a sus montoneras. Por cierto, en esa época, la palabra "montonera" se le aplicaba únicamente a los federales, pero la organización de las tropas que apoyaron a Mitre en  la revolución de 1874 seguía la tradición de las montoneras en cuanto a su formación y operaciones.

## En Bolivia
En la historia de Bolivia fueron famosos los Montoneros de Méndez, dirigidos por el nacionalista Eustaquio Méndez más conocido como el Moto Méndez, que participaron de las luchas independentistas, en el sur del Alto Perú. Méndez un pequeño hacendado de la zona, buen jinete a pesar de que había perdido la mano en un accidente, lo que le ganó el apodo de "El Moto" Méndez.
Se enroló en la división de gauchos de Güemes, con los que participó en la primera expedición auxiliadora al Alto Perú, luchando en la victoria de Batalla de Suipacha. Más tarde luchó contra las invasiones realistas en la Guerra Gaucha.
A fines de 1812 formó su propia guerrilla en la región de Tarija, y peleó activamente contra las varias invasiones de los españoles. Cada vez que Tarija caía en manos de los realistas, Méndez lanzaba sus ataques sobre la ciudad o sobre los caminos que la comunicaban con el resto del Alto Perú, por el norte o por el oeste.
Logró sus mayores proezas en el año 1816, después de la batalla de Sipe-Sipe aunque el ejército enemigo capturó y logró retener en su poder a Tarija, durante más de un año los rodeó y atacó metódicamente, cortando sus líneas de comunicaciones y, sobre todo, impidiendo que realizaran operaciones desde esa ciudad.

## En Perú

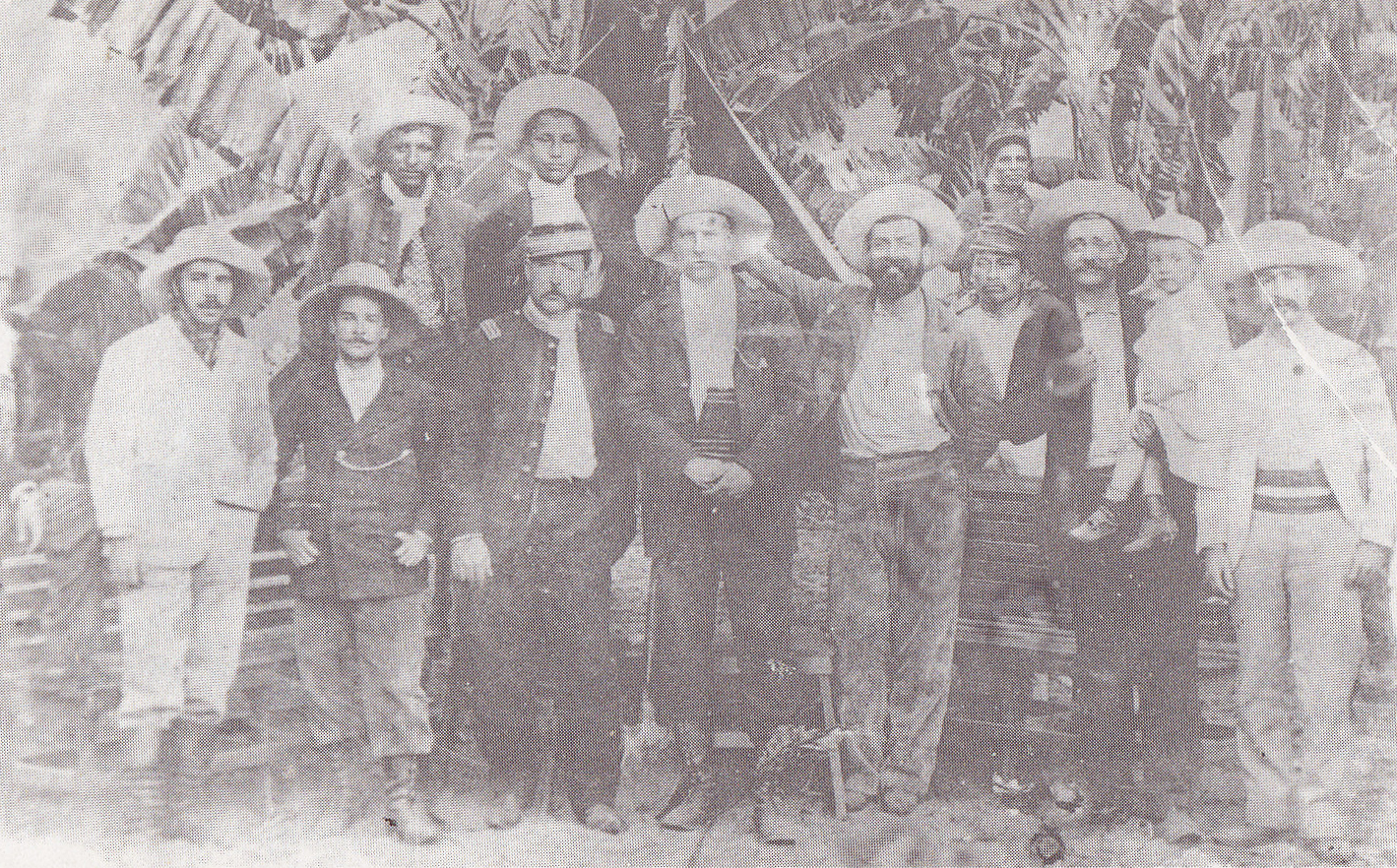
Montoneros al servicio de Andrés Avelino Cáceres durante la Guerra del Pacífico.

En Perú se llamaron “montoneras” a distintos cuerpos guerrilleros que combatieron contra las fuerzas españolas durante la independencia aunque hubo algunas partidas que se unieron a los realistas. 

Unos estaban montados en mulas, otros en caballos, algunos llevaban gorras de piel de oso, otros cascos, otros morriones, y muchos tenían sombreros gachos de lana de vicuña: algunos tenían plumas; pero la mayor parte no llevaban plumaje. Sus trajes no eran menos variados; chaquetas de húsar, casacas de infantería, y pellizas encarnadas, quitadas a los realistas muertos, estaban entremezclados con los uniformes patriotas. A esto debe añadirse pantalones de mameluco, otros ajustados, con campana y cuchillas corridas de piel, calzones cortos, sandalias, y sin zapatos; pero todos estaban uniformados en una prenda. Cada individuo tenía un poncho que llevaba en la forma usual, o liado alrededor de la cintura, en forma de faja, o colgado fantásticamente del hombro; tampoco había ninguno que dejase de llevar su lazo. Sus armas tenían la misma diversidad: fusiles, carabinas, pistolas, espadas, bayonetas, sables, grandes cuchillos y lanzas o picas, eran las armas con que el azar había armado ya a uno, ya a otro de ellos; pero las cuales manejaban en el combate con terrible efecto. E1 comandante de ellos, el capitán ..., que había sido nombrado en consideración a sus particulares hazañas, iba armado con una pistola, una carabina y una larga espada recta que le había quitado a un coronel español, a quien mató en combate singular. Memorias del General Miller

El término “montoneras” volvió a utilizarse el año siguientes para referirse a las fuerzas irregulares que combatieron durante las guerras civiles peruanas y posteriormente contra la ocupación chilena, durante la Guerra del Pacífico.

## En Venezuela
En Venezuela imperaba un clima de guerra auspiciada por montoneras y caudillos. Todos descendientes del ejército libertador de Simón Bolívar en la guerra para conquistar la independencia.
Destacan La Cosiata, la Revolución de las Reformas; más tarde la Revolución de Marzo; luego la Guerra Federal; y posteriormente, en 1868, José Tadeo Monagas enarbola el estandarte de la Revolución Azul, La Revolución de Queipa “para sucederse dos años de anarquía”, este periodo culmina con la famosa  Revolución Liberal Restauradora en donde Cipriano Castro toma el poder y termina eliminando el caudillismo en Venezuela.

## En Ecuador

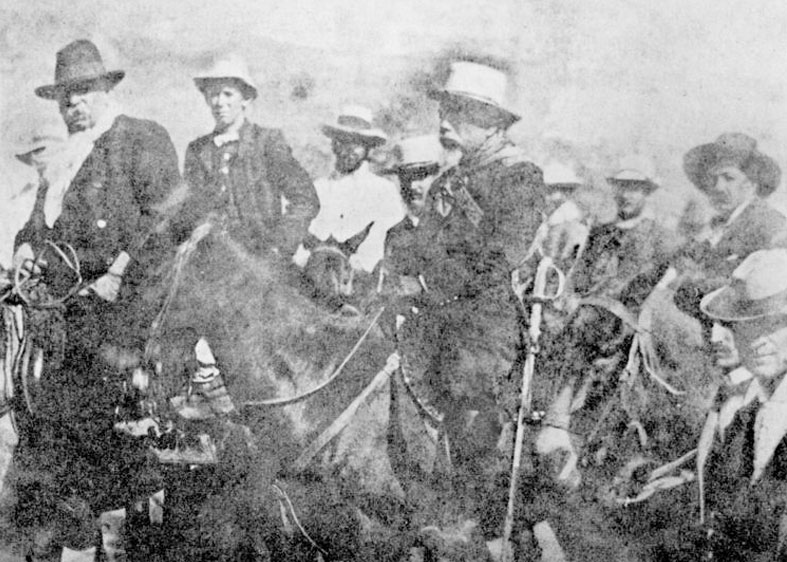
Foto del general Eloy Alfaro antes de la batalla de Chasqui con sus montoneros.

En Ecuador, las “montoneras” fueron un fenómeno militar inorgánico, surgido después de la Independencia, en la zona agrícola de la costa de ese país. Se trataba del brazo armado – de caballería – de un movimiento de oposición popular frente a las violencias cometidas por hacendados o autoridades del nuevo poder republicano, e incluía a los montuvios que estaban conformados por peones de las haciendas, pequeños propietarios y trabajadores a destajo. Con el tiempo, se transformaron en la fuerza de choque del Partido Liberal, liderados por Eloy Alfaro, en la década de 1880. A partir del estallido de la Revolución liberal de Ecuador, cobrarían protagonismo y muchos de ellos se radicalizarían y participarían en la Guerra de Concha. 
Su cultura sería retratada en la literatura por el Grupo de Guayaquil, especialmente José de la Cuadra en el libro "Los Sangurimas", la novela montuvia por excelencia, en donde narraba la historia de un coronel de apellido Sangurima que se había unido a los montoneros:

Más allá de los contornos, hasta donde había extendido su prestigio siniestro, a la montonera del Coronel la conocían por la montonera de los Sangurimas, o simplemente los Sangurimas. Así que en el agro montuvio sonaba el anuncio de que los Sangurimas venían, se volvía todo confusión y espanto. Los Sangurimas no respetaban a nada ni a nadie. Amigos o enemigos, adictos a la revuelta u opositores de ella, habían de pagar su tributo a la montonera en armas…
José de la Cuadra - Los Sangurimas

Además de esto, tendrían influencia en la música a través del "Cancionero alfarista", que sería recopilado en la obra "Cantos montoneros y chapulos" de Juan Mullo Sandoval.